# Губаль Василь Іванович
Васи́ль Іва́нович Гу́баль (нар. 5 червня 1967, с. Липча, Хустський район, Закарпатська область) — український політик. Голова Закарпатської ОДА з вересня 2014 до липня 2015 року.

## Освіта
1982—1985 — учень Хустського СПТУ № 10.
1985—1987 — служба в армії.
Національний університет «Львівська політехніка», «Економіка підприємства»(2006)   «Фінанси» (2007)  

## Кар'єра
1988—1989 — регулювальник електро-радіотехнічних систем Хустського заводу технологічного обладнання.  
1989—1992 — робота на цегельному заводі колгоспу «Радянська Україна».
1996—1998 — завідувач сувенірного цеху КСП «Україна».
1999—2001 — майстер із заготівлі лісу ВКФ «Інтертиса-імпорт експорт Україна».
2001—2005 — директор ПП «Інтеркарпати», м. Воловець.
Травень — листопад 2005 — директор ТОВ «Торнадо».
2005—2009 — приватний підприємець.
2009—2010 — директор ТОВ «СГ-Патріот»
З 2006-го року обирався депутатом Хустської районної ради
2005—2010 — голова Хустської районної організації Народної партії
2010—2014 — Голова Хустської районної ради
З 17 вересня 2014  по 15 липня 2015 — голова Закарпатської облдержадміністрації

## Особисте життя
Одружений, має двох дітей та 2 онучок. Проживає разом із сім'єю у селі Нижнє Селище, що в Хустському районі. Дружина Віра Анатоліївна Губаль — освітянка й працює в школі. Донька Діана — підприємець, розвиває родинну пекарню й кондитерську «Селиські тістечка». Син Станіслав — підприємець, керує ТОВ «Закарпатський Млин».